# Choisille
Pour les articles homonymes, voir Choisille (homonymie).
La Choisille est une rivière française qui coule en Touraine, dans le  département d'Indre-et-Loire, en région Centre-Val de Loire. C'est un affluent direct du fleuve la Loire en rive droite.

## Géographie
De 25,8 km de longueur, la Choisille prend sa source à Nouzilly dans le département d'Indre-et-Loire, dans une région boisée comportant de nombreux étangs (Bois du Mortier, Bois de Nouzilly), à 149 m d'altitude.  Peu après sa naissance, elle prend la direction du sud-ouest, orientation qu'elle maintiendra jusqu'aux abords de Tours.
À cet endroit, elle vire vers le sud, et ainsi, elle rejoint la Loire au niveau de Saint-Cyr-sur-Loire, à 42 m d'altitude, dans l'agglomération de Tours, un peu en aval du centre-ville, sous le pont de Saint-Cosme.

### Communes traversées
Dans le seul département d'Indre-et-Loire, la Choisille traverse les huit communes  de Nouzilly, Cerelles, Chanceaux-sur-Choisille, Monnaie, Saint-Antoine-du-Rocher,  Mettray, La Membrolle-sur-Choisille, Fondettes et Saint-Cyr-sur-Loire.
Soit en termes de cantons, la Choisille prend source dans le canton de Château-Renault, traverse le canton de Vouvray, conflue dans le canton de Saint-Cyr-sur-Loire, dans les arrondissements de Loches et de Tours.

### Toponymes
La Choisille a donné son hydronyme aux deux communes de Chanceaux-sur-Choisille et La Membrolle-sur-Choisille.

### Bassin versant
Le bassin versant de la Choisille est de 290 km2 de superficie. Ce bassin versant concerne les quinze communes adhérentes au SICA en 2018 et neuf autres communes partiellement sauf celle de Saint-Roch. Le SICA couvre donc 144 km de cours d'eau pour une population en 2011 de 55 248 habitants,.

### Organisme gestionnaire
L'organisme gestionnaire est le SICA ou Syndicat Intercommunal de la Choisille et de ses Affluents, sis à La Membrolle-sur-Choisille, créé depuis le 6 juin 1966, et  épaulé par l'EPTB Loire.

## Affluents
La Choisille a onze tronçons affluents référencés dont :
- ? (rg[note 2]), 3,1 km sur la seule commune de Nouzilly.
- la Petite Choisille ou la Choisille de Chênusson (rd), 9,6 km sur les deux communes de Nouzilly et Saint-Laurent-en-Gâtines avec un affluent :
  - le ruisseau la Petite Choisille (rg), sur la seule communes de Saint-Laurent-en-Gâtines.
- le Mortier (rg), 10,5 km sur les quatre communes de Monnaie, Cerelles, Nouzilly, Crotelles avec deux affluents et de rang de Strahler trois :
  - la Choisille de Monnaie 6,9 km sur la seule commune de Monnaie
- la Petite Choisille (rd), 16,5 km sur les quatre communes de Charentilly, La Membrolle-sur-Choisille, Semblançay, Neuillé-Pont-Pierre avec deux affluents et un bras dont de rang de Strahler deux.
- le ruisseau de la Perrée ou ruisseau la petite Gironde (rg), 5,1 km sur les quatre communes de La Membrolle-sur-Choisille, Saint-Cyr-sur-Loire, Tours[note 3], Notre-Dame-d'Oé, avec deux affluents :
  -  ? 1,2 km sur la seule commune de Tours.
  - le ruisseau de la Perrée, 5,3 km sur les cinq communes de La Membrolle-sur-Choisille, Mettray, Saint-Cyr-sur-Loire, Notre-Dame-d'Oé, Chanceaux-sur-Choisille.

### Rang de Strahler
Donc son rang de Strahler est de quatre par le Mortier.

## Hydrologie
La Choisille est une rivière assez peu abondante, comme la plupart des cours d'eau de Touraine (département d'Indre-et-Loire).

### La Choisille à Mettray
La station hydrométrique de Mettray, localité située à peu de distance de son confluent, a relevé, sur une portion de bassin de 174 kilomètres carrés (plus de 95 % du bassin versant[réf. nécessaire]), un module ou débit moyen interannuel de 0,845 m3/s. Les observations ont été faites durant une période de 16 ans allant de 1970 à 1985.
La Choisille présente des fluctuations saisonnières de débit assez peu marquées. Les hautes eaux se déroulent en hiver et se caractérisent par des débits mensuels allant de 1,09 à 1,59 m3/s, de janvier à avril inclus (avec un maximum fort marqué en février). Les basses eaux ont lieu en été, de fin juillet à début octobre, entraînant une baisse du débit moyen mensuel allant jusqu'à 0,372 m3/s au mois d'août, ce qui est loin d'être faible dans la région. Mais les fluctuations sont bien plus prononcées sur de plus courtes périodes, ou encore selon les années.

### Étiage ou basses eaux
À l'étiage, le VCN3 peut chuter jusque 0,093 m3/s, en cas de période quinquennale sèche, soit 93 litres par seconde, ce qui n'est pas du tout sévère pour un aussi petit cours d'eau.

### Crues
Quant aux crues, elles sont habituellement modérées, du moins dans le contexte ligérien. Les QIX 2 et QIX 5 valent respectivement 8,5 et 13 m3/s. Le QIX 10 est de 16 m3/s et le QIX 20 de 19 m3/s. Quant au QIX 50, il n'a pas été calculé, faute de durée d'observation suffisante.
Le débit instantané maximal enregistré à Mettray a été de 23,9 m3/s le 1er mars 1980, tandis que la valeur journalière maximale était de 15,4 m3/s le 24 novembre 1984. En comparant la première de ces valeurs à l'échelle des QIX, il apparaît que cette crue était bien plus importante que la crue vicennale définie par le QIX 20, sans doute d'ordre cinquantennal voire plus, et donc très exceptionnelle.

### Lame d'eau et débit spécifique
Au total, la Choisille est une rivière fort peu abondante, comme la plupart des rivières de plaine du bassin de la Loire. La lame d'eau écoulée dans son bassin est de 153 millimètres annuellement, ce qui est très inférieur à la moyenne d'ensemble de la France tous bassins confondus, et aussi à la moyenne du bassin de la Loire (plus ou moins 244 millimètres/an). Le débit spécifique (ou Qsp) de la rivière atteint 4,9 litres par seconde et par kilomètre carré de bassin.